# Celtic FC
Celtic FC je skotský fotbalový klub z Glasgow. Vznikl v roce 1887 a je jedním z nejstarších fotbalových klubů nejen ve Skotsku, ale i na světě.
Klubové barvy jsou zelená a bílá, tým má vodorovně pruhované dresy složené z těchto dvou barev. Tradičním soupeřem Celticu, týmu katolické minority, je další glasgowský tým Rangers FC, klub protestantské majority. Jejich vzájemná utkání se přezdívají Old Firm. Na rozdíl od svého úhlavního rivala Celtic při angažování hráčů, trenérů a dalších neuplatňoval „sektářskou“ politiku. V roce 1967 vyhrál jako první klub ze Spojeného království nejprestižnější evropskou soutěž, Pohár mistrů evropských zemí (dnes Liga mistrů UEFA). V průběhu této úspěšné sezóny 1966/67 dále vybojoval mistrovský titul a oba domácí poháry, díky čemuž získal kvadrupl. Úspěšný tým přezdívaný Lisabonští lvi, který porazil ve finále Inter Milán, byl složen výhradně z hráčů narozených v okolí města Glasgow.
V roce 2020 byl Celtic nepřetržitě v první skotské lize od roku 1890, tedy 130 let, s odehráním 124 sezón. Náleží mezi elitní pětici fotbalových klubů na světě, které vyhrály více než 100 trofejí. Přesto v tomto ohledu zaostává za dalším z této pětice, Rangers.

## Historie

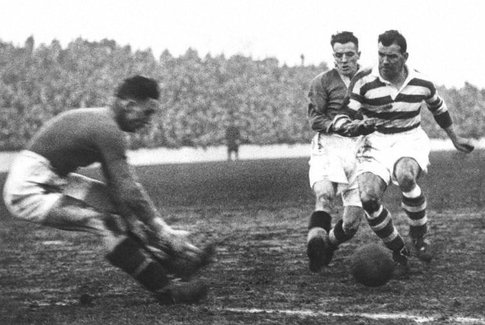
Útočník Jimmy McGrory v akci roku 1930

Vznikl v roce 1887 jako klub irských katolických přistěhovalců. Jeho zakladatelé se inspirovali vznikem týmu Hibernian FC v Edinburghu. První zápas odehrál dne 28. května 1888, jednalo se o přátelské utkání s budoucím rivalem Rangers FC; Celtic vyhrál 5:2. Roku 1890 se stal účastníkem prvního ročníku Scottish Football League a nikdy z nejvyšší soutěže nesestoupil: odehrál v ní celkem 124 sezón (za druhé světové války se liga nehrála).
Mezi roky 1893 až 1898 se stal Celtic čtyřikrát skotským mistrem, ten čtvrtý pod vedením vůbec prvního trenéra, 29letého Willieho Maleye. Roku 1903 hráči poprvé oblékli ikonické dresy se zeleno-bílými pruhy. Maley vedl klub následujících 43 let, během nichž zde hráli mimo jiné Patsy Gallacher, Jimmy McGrory nebo John Thomson. Právě brankář Thomson později zemřel na následky zranění utrpěné během derby s Rangers, když si fatálně poranil hlavu při zákroku proti útočníkovi. Útočník McGrory se stal nejproduktivnějším útočníkem Británie s 550 góly v kariéře.
Finále skotského poháru v roce 1937 proti Aberdeenu na národním stadionu Hampden Park navštívilo 147 365 diváků. To je světový rekord na finále národního poháru a zároveň rekord v evropském klubovém fotbale.[zdroj?] Dalšího rekordu v návštěvnosti bylo dosaženo 2. ledna 1939 na stadionu Ibrox rivala Rangers, tento ligový zápas vidělo 118 567 diváků, nejvíce na ligový zápas na Britských ostrovech.
V roce 1967 získal evropské treble (tzn. vyhrál dvě hlavní domácí soutěže – ligu, národní pohár a navíc i ligový pohár – plus titul v Poháru mistrů evropských zemí) jako první evropský klub v historii. Týmu, který v Lisabonu vyhrál finále PMEZ nad Interem Milán, se v Británii přezdívá Lisbon lions (Lvi z Lisabonu).
V roce 1970 se Celtic dostal do finále PMEZ znovu, ale prohrál s Feyenoordem. Domácí zápas semifinále s anglickým Leedsem United na národním stadionu Hampden Park navštívilo 136 505 diváků. To je historicky nejvyšší návštěva evropských pohárů.[zdroj?]

### Útlum 90. let
Na začátku 90. let zažil klub útlum a v první polovině tohoto desetiletí neskončil v tabulce ani první ani druhý, zatímco prostředky disponující rival Rangers sbíraly jeden titul za titulem. Dva roky bez trofejí připravily roku 1991 o místo trenéra Billa McNeilla. Celtic angažoval Ira Liama Bradyho, který ovšem postrádal trenérské zkušenosti. Brady se musel vypořádat s odchodem obránce Paula Elliotta a s výkony nových posil, které zůstaly za očekáváním, včetně ofenzivního záložníka Stuarta Slatera nebo Elliottovy náhrady, Gary Gillespieho. Útočník Tony Cascarino dokonce odešel již po sezóně 1991/92. Ačkoli trenér Brady zkraje sezóny zaznamenal prohru 1:5 proti Neuchâtelu v Poháru UEFA, přenesl mužstvo přes nepovedený úvod a v závěru utvořil sérii 12 vítězných utkání. Do této série byla zahrnuta také výhra proti Rangers v lize, rival ale titul beztak oslavil a svoji prohru na Hampden Parku se Celticem pomstil v semifinále Skotského národního poháru.

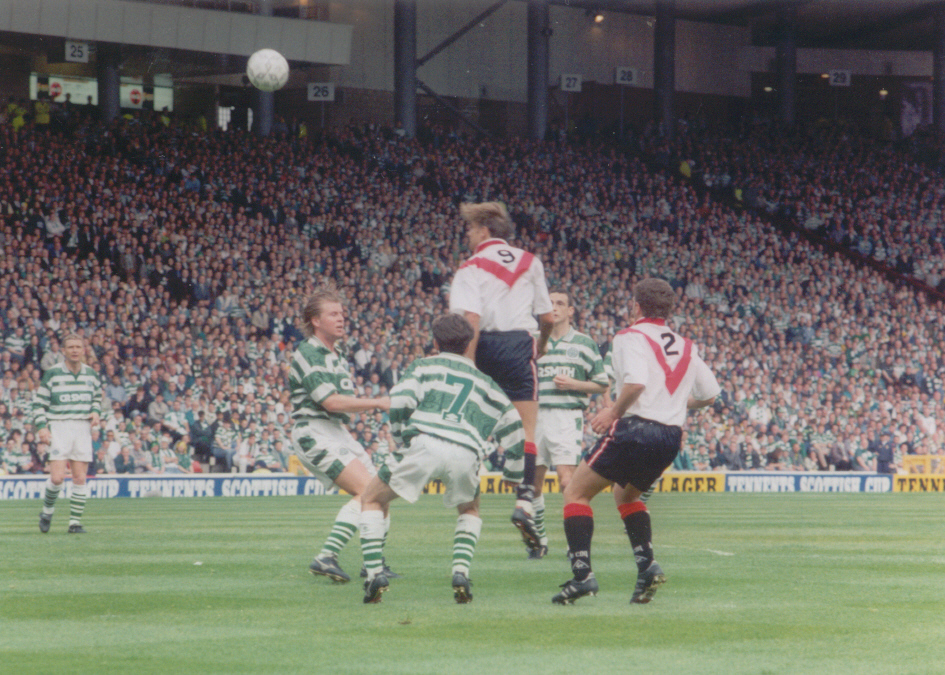
Finále Scottish Cupu 1995 proti Airdrieonians

Finanční situaci klubu nepřidala povinnost upravit stadion do roku 1994 tak, aby byla zavedena místa k sezení v důsledku tragédie na stadiónu Hillsborough. Plán počítal s výstavbou nového stadionu s kapacitou 52 tisíc míst, opuštění tradičního stánku se ale setkalo s nepochopením ze strany fanoušků. Trenér Brady mezitím v sezóně 1992/93 pokračoval ve funkci a dokázal porazit 3:0 1. FC Köln v Poháru UEFA, výsledky ale nezůstaly konzistentní a tým skončil třetí za mistrovskými Rangers a Aberdeenem. Bradyho angažmá bylo ukončeno na začátku další sezóny po porážce 1:2 se St. Johnstone, kdy měl Celtic po 11 kolech na kontě dvě výhry. Nástupcem se mu stal Lou Macari, který v debutu vyhrál 2:1 venku na půdě Rangers. Představenstvo klubu se muselo nově potýkat s organizovanou fanouškovskou skupinou Celts for Change, která vůči nim zahájila protesty. Kalendářní rok 1994 započal trojicí ligových proher následovaných trojicí remíz, navíc byl Celtic vyřazen v národním poháru. Protestující získali podporu skotsko-kanadského podnikatele Ferguse McCanna, který byl ochoten dluhy uhradit. Dne 4. března 1994 skončilo představenstvo okolo předsedy Kevina Kellyho a klub se stabilizoval.
Na trenérské židli se posléze objevil Tommy Burns, sezóna 1994/95 ale nijak nevybočovala ze zajetých kolejí posledních roků. Celtic tuto sezónu navíc strávil v exilu na Hampden Parku, zatímco byl stadion renovován. Sezóna přinesla výhru na půdě Rangers 2:0, dále 11 zápasovou ligovou sérii bez výhry a prohrané finále Ligového poháru proti Raith Rovers v penaltovém rozstřelu. V lednu 1995 mužstvo posílil útočník Pierre van Hooijdonk, který vítězným gólem ve finále Skotského národního poháru proti Airdrii ukončil šestileté čekání na trofej.
Do sezóny 1995/96 vstoupil Celtic s novými akvizicemi, jakými byli např. Jackie McNamara a Andreas Thom, klub se kromě toho vrátil na svůj stadion. Jedinou ligovou porážkou se stal duel s Rangers, kteří uzmuli titul se čtyřbodovým náskokem na Hoopsův kádr. Ten se v dalším běhu snažil zabránit rivalovi v devátém posloupném titulu, což by znamenalo srovnání rekordu Celticu. Dorazili proto útočník Paolo Di Canio, už před ním další forvard Jorge Cadete. Stoper Alan Stubbs se stal v té době historicky nejdražší posilou Celticu, naopak záložní řady oslabil odchod Johna Collinse a pokles formy Paula McStaye. Rangers s Brianem Laudrupem si ale prvenství odepřít nenechali. Tommy Burns byl odvolán, trio vpředu Di Canio, Cadete, van Hooijdonk se vydalo různými směry. Kariéru ukončil Paul McStay.
Novým trenérem byl zvolen Wim Jansen, který se musel potýkat s nevyhovující zálohou. Jansen učinil kapitánem stopera Toma Boyda a přivedl útočníka Henrika Larssona. Začátek sezóny 1997/98 byl ze strany Celticu rozpačitý, brzy se však The Bhoys vydali na cestu k titulu, který zaručilo domácí vítězství nad St Johnstone v posledním kole. Jansena vystřídal Jozef Vengloš, jemuž se obhajoba nezdařila.
V listopadu 1998 se Larsson zaskvěl u výhry 5:1 nad Rangers, ti se ale stačili zmátořit a kromě titulu porazili Celtic 1:0 ve finále domácího poháru. Namísto Vengloše byla angažována dvojice John Barnes–Kenny Dalglish, jenže na titul to opět nestačilo. Po boku Larssona zde strávil svou jedinou sezónu australský útočník Mark Viduka, kteří oba nadělili každý po třech gólech Aberdeenu při výhře 7:0. Švédský útočník se však záhy zranil a vrátil se až ke konci sezóny, kdy již titul slavili příznivci Rangers. Rangers si navíc zajistili titul výhrou 3:0 na v Celtic Parku dne 3. května 1999, historicky jediném případě, kdy si jeden z dvojice Celtic–Rangers zajistil titul na půdě svého úhlavního nepřítele. Pro Rangers šlo kromě toho o jubilejní 100. ligovou výhru právě nad Celticem.

### Návrat mezi špičku po přelomu století
V roce 2000 byl trenérem jmenován Martin O'Neill. Útok opustil Mark Viduka, zato dorazil Chris Sutton, který spolu s Larssonem utvořil nebezpečné duo. Obranné povinnosti byli svěřeny Johanu Mjällbymu či Joosu Valgaerenovi, záložní řadu vystužili Alan Thompson, Stilijan Petrov a později Neil Lennon, nadále zde působil Ľubomír Moravčík i Paul Lambert. V derby zaskočil O'Neill Glasgow Rangers výhrou 6:2 (dva góly Suttona), jakkoliv rival později odpověl vlastní výhrou 5:1. Byla to jedna ze tří proher Celticu v ligové sezóně 2000/01, sezóně, která se stala mistrovskou i díky Larssonovi. Švédský forvard získal Zlatou kopačku za 35 gólů v lize. Ve finále Ligového poháru s Kilmarnockem vstřelil hattrick a Celtic vyhrál 3:0. Další výhra 3:0 ve finále Skotského poháru s Hibernians (dva góly Larssona) se také rovnala trofeji a Celtic zkompletoval domácí treble, první od roku 1967.
Následně se Celtic kvalifikoval do hlavní fáze Ligy mistrů vyřazením Ajaxu a stanul před Juventusem, Portem a Rosenborgem. Přestože tým dokázal porazit Juventus 4:3, postup do osmifinálové skupiny jim unikl.
Přesun do Poháru UEFA následovala konfrontace s Valencií, která gólem Misty v penaltovém rozstřelu postoupila. Ve skotském prostředí ale Celtic panoval a získal další titul díky opětovné střelecké formě Larssona, znovu nejlepšího střelce Scottish Premiership.
Kvalifikační dvojutkání před branami skupiny Ligy mistrů skončilo vyřazením od švýcarské Basileje, Celtic proto putoval do Poháru UEFA, kde vyřadil litevský FK Sūduva. V dalším kole si skotské mužstvo poradilo s anglickým Blackburnem (dvě výhry – 1:0 doma a 2:0 venku). Ve třetím kole O'Neillovi svěřenci překonali Celtu Vigo a ve čtvrtém souhrnným výsledkem 5:4 německý Stuttgart. Čtvrtfinále proti Liverpoolu zahájilo domácí utkání a trenér O'Neill nasadil obvyklou ofenzivní trojici Hartson–Larsson–Sutton. Larsson po pár minutách otevřel skóre, ale anglický soupeř dokázal vyrovnat na konečných 1:1. Odvetu strhli na stranu Celticu Hartson a středopolař Alan Thompson. Skotský celek si poprvé od roku 1974 zahrál semifinále v evropské soutěži. Boavista se v úvodním utkání v Celtic Parku prezentovala hlubokým obranným blokem a otevřela skóre po vlastním gólu Valgaerena, v další minutě ale srovnal Larsson na konečný výsledek 1:1. Doma Boavistě stačila remíza 0:0, ale byl to opět Larsson, kdo dovedl Skoty do finále. Vyvrcholení Poháru UEFA se konalo v Seville dne 21. května 2003, soupeřem bylo FC Porto vedené José Mourinhem. Na finálové utkání se do Španělska vydalo asi 80 tisíc fanoušků Celticu. O'Neill se musel obejít bez zraněného Hartsona. Portugalský tým se dostal do vedení 1:0 a posléze 2:1, na trefy Derleie a Aleničeva ale dvakrát gólově odpověděl Larsson. V prodloužení nakonec rozhodla druhá trefa Derleie na 3:2. Cesta evropskými poháry si vyžádala daň a Celtic dovolil Rangers vybojovat titul, sám pak netriumfoval v ani jednom ze skotských pohárů. O titulu rozhodla bilance vstřelených a obdržených branek, obě mužstva měla shodně 97 bodů.
Tým se vrátil na skotský trůn po sezóně 2003/04. Oslavy doublu propukly po vítězství ve finále Skotského poháru proti týmu Dunfermline Athletic, kdy se pod výhrou 3:1 dvěma góly ve svém posledním zápase podepsal odcházející Larsson. Na kontinentální scéně se Celtic opět vměstnal do skupinové fáze v Lize mistrů. Přestože doma zvítězil proti Lyonu a Anderlechtu, na postup do osmifinále to nestačilo. Ze třetího místa se přesunul do Poháru UEFA, kde vyřadil ve 3. kole FK Teplice a ve 4. kole FC Barcelonu. Ve čtvrtfinále ale přišlo vyřazení od Villarrealu.

### Poslední roky

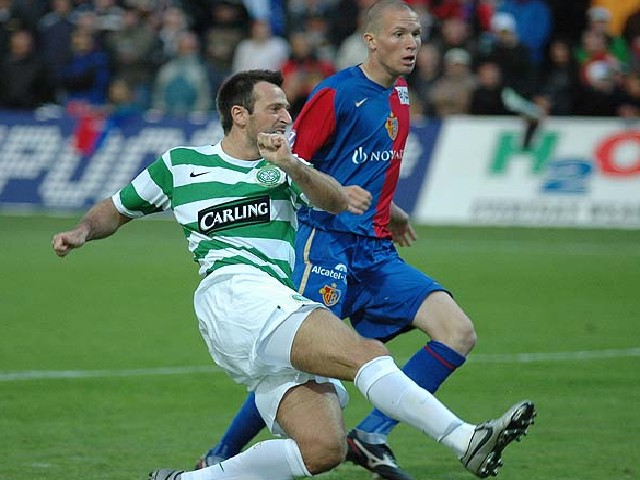
Polský útočník Maciej Żurawski v roce 2007

V roce 2005 se na trenérské židli vystřídali Martin O'Neill s Gordonem Strachanem. Oporou se Strachanovi stal záložník Stilijan Petrov a také noví hráči jako další záložník Šunsuke Nakamura, brankář Artur Boruc a útočník Maciej Żurawski, jehož úkolem bylo ve střílení gólů zastoupit Larssona. Přes rozpačitý začátek sezóny 2005/06, kdy v Evropě přišla porážka 0:5 a vyřazení od slovenské Artmedie Petržalka a v jednom z prvních ligových kol porážka 1:3 s Rangers, vyústila Strachanova premiéra v double – ligový titul doplnila trofej z ligového poháru.
Byl to tvořivý Nakamura, kdo po Petrovovi převzal taktovku v záloze, ve které jej měl krýt více defenzivní středopolař Thomas Gravesen. Skupinu v Lize mistrů odstartovala porážka v Anglii 2:3 na půdě Manchesteru United, odpovědí byly dvě domácí výhry proti Kodani a Benfice. Třetí domácí výhra 1:0 právě proti United se stala zásadní pro první postup do osmifinále v novodobém formátu soutěže. Soupeřem na jaře byl AC Milán, který ve Skotsku uhrál remízu 0:0. Tentýž výsledek se udál na stadionu San Siro, v prodloužení ale vstřelil gól italský tým a soutěž nakonec vyhrál. Skotská liga se zdála být v rukách Strachanových svěřenců, obzvlášť po sérii sedmi jarních výher v řadě. Přes březnový výpadek formy byl vybojován a přidána byla trofej ve Skotském poháru, ve kterém vyhrál Celtic 1:0 nad Dunfermline Athletic.
Celtik navázal na předchozí vystoupení ve skupině Ligy mistrů a v konkurenci AC Milán, Benfiky, Šachtar Doněck, které doma přehrál, postoupil do osmifinále. Absence a ztrátu formy Nakamury vybalancoval záložník Aiden McGeady, na jaře ale tým přes Barcelonu neprošel. Otřepal se z porážek proti Rangers a Motherwellu a sedmi výhrami dokráčel k v pořadí třetímu titulu, což se podařilo poprvé od éry Jocka Steina v 70. letech. V další sezóně byl závod s Rangers neúspěšný a útěchou byl jen triumf v ligovém poháru.
V sezóně 2020/21 skončila dominantní dekáda, když se Celtiku nepodařilo uzmout rekordní 10. titul mistra v řadě. Ligové scéně dominovali Rangers, titul měli jistý už začátkem března roku 2021. Následně klubem otřásly personální změny – odešel šéfředitel Peter Lawwell (nahradil ho Dominic McKay), své místo opustil rovněž ředitel fotbalové sekce klubu Nick Hammond. Změna angažmá se dotkla kapitána Scotta Browna, novým trenérem se stal Ange Postecoglou.

## Klubová kultura

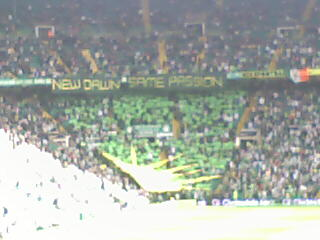
Skupina Zelená brigáda v srpnu 2011

Základna příznivců Celticu v minulosti pocházela z řad chudých irských přistěhovalců a vazby na Irsko přetrvávají. Celtic, jeden ze dvou velkoklubů Skotska, je v opozici vůči protestantskému Rangers. Významnou sekcí fanoušků je Green Brigade (česky Zelená brigáda) známé svou podporou např. Palestinské autonomie.
Přezdívka The Bhoys pochází z doby vzniku klubu a původního názvu The Bold Boys. Písmeno „h“ ve slově Bhoys odkazuje na keltštinu. Do roku 1977 zdobil klubový emblém keltský kříž, který nahradil čtyřlístek. S Celticem je spjatá mimo jiné irská hudební skupina Wolfe Tones, která u příležitosti oslav 100. výročí složila píseň „Celtic Symphony“. V roce 2018 skupina oznámila svojí plánovanou přítomnost na domácích zápasech, aby zkrátila divákům poločasovou přestávku.
Půlrok po prohraném finále Poháru UEFA v roce 2003 se příznivci Celticu dočkali ocenění ze strany organizace FIFA, která jim udělila Cenu Fair Play za „příkladné, férové a přátelské chování“. Již předtím ocenila tyto příznivce UEFA.

## Soupiska
Aktuální k datu: 19. květen 2020
| Číslo |                   | Pozice | Hráč                                            |
| ----- | ----------------- | ------ | ----------------------------------------------- |
| 1     | Skotsko           | B      | Craig Gordon                                    |
| 2     | Francie           | O      | Christopher Jullien                             |
| 3     | Skotsko           | O      | Greg Taylor                                     |
| 5     | Chorvatsko        | O      | Jozo Šimunović                                  |
| 6     | Izrael            | Z      | Nir Bitton                                      |
| 8     | Skotsko           | Z      | Scott Brown (kapitán)                           |
| 9     | Skotsko           | Ú      | Leigh Griffiths                                 |
| 10    | Pobřeží slonoviny | Ú      | Vakoun Issouf Bayo                              |
| 11    | Polsko            | Ú      | Patryk Klimala                                  |
| 12    | Pobřeží slonoviny | Z      | Ismaila Soro                                    |
| 13    | Rakousko          | O      | Moritz Bauer (na hostování ze Stoke City)       |
| 14    | Austrálie         | Z      | Daniel Arzani (na hostování ze Manchester City) |
| 15    | Irsko             | Z      | Jonny Hayes                                     |
| 17    | Skotsko           | Z      | Ryan Christie                                   |
| 18    | Austrálie         | Z      | Tom Rogic                                       |

| Číslo |            | Pozice | Hráč                                               |
| ----- | ---------- | ------ | -------------------------------------------------- |
| 19    | Skotsko    | Z      | Mikey Johnston                                     |
| 20    | Ukrajina   | Z      | Marjan Šved                                        |
| 21    | Francie    | Z      | Olivier Ntcham                                     |
| 22    | Francie    | Ú      | Odsonne Édouard                                    |
| 23    | Belgie     | O      | Boli Bolingoli                                     |
| 27    | Norsko     | Z      | Mohamed Elyounoussi (na hostování ze Southamptonu) |
| 28    | Irsko      | Z      | Luca Connell                                       |
| 29    | Skotsko    | B      | Scott Bain                                         |
| 30    | Nizozemsko | O      | Jeremie Frimpong                                   |
| 33    | Izrael     | O      | Hatem Abd Elhamed                                  |
| 35    | Norsko     | O      | Kristoffer Ajer                                    |
| 42    | Skotsko    | Z      | Callum McGregor (zástupce kapitána)                |
| 49    | Skotsko    | Z      | James Forrest                                      |
| 52    | Skotsko    | Z      | Ewan Henderson                                     |
| 67    | Anglie     | B      | Fraser Forster (na hostování ze Southamptonu)      |

## Úspěchy

### Mezinárodní úspěchy
- Pohár mistrů evropských zemí ( 1× ): 1966/67
  - finalista 1969/70
- Pohár UEFA - finalista 2002/03

### Domácí úspěchy
- Mistr Skotska – ( 55× )[20]

1893, 1894, 1896, 1897/98, 1905, 1906, 1907, 1908, 1909, 1910, 1914, 1915, 1916, 1917, 1919, 1922, 1926, 1936, 1938, 1954, 1966, 1967, 1968, 1969, 1970, 1971, 1972, 1973, 1974, 1977, 1979, 1981, 1982, 1986, 1988, 1998, 2001, 2002, 2004, 2006, 2007, 2008, 2012, 2013, 2014, 2015, 2016, 2017, 2018, 2019, 2020, 2022, 2023, 2024, 2025
- Vítěz Scottish Cupu ( 40× )[21]

1892, 1899, 1900, 1904, 1907, 1908, 1911, 1912, 1914, 1923, 1925, 1927, 1931, 1933, 1937, 1951, 1954, 1965, 1967, 1969, 1971, 1972, 1974, 1975, 1977, 1980, 1985, 1988, 1989, 1995, 2001, 2004, 2005, 2007, 2011, 2013, 2017, 2018, 2019, 2020
- Vítěz Skotského ligového poháru ( 20× )[22]

1957, 1958, 1966, 1967, 1968, 1969, 1970, 1975, 1983, 1998, 2000, 2001, 2006, 2009, 2015, 2017, 2018, 2019, 2020, 2022
- Pohár Imperiální výstavy: 1938
- Korunovační pohár: 1953

## Významní hráči
- Jimmy McGrory (1922-1923, 1924-1937)
- Billy McNeill (1957-1975)
- Tommy Gemmell (1961-1971)
- Jimmy Johnstone (1962-1975)
- Kenny Dalglish (1969-1977)
- Henrik Larsson (1997-2004)

## Trenéři
- Jimmy McStay (do 1945)[5]
- Jimmy McGrory (1945–1965)[5]
- Jock Stein (1965–1978)[5]
- Billy McNeill (1978–1983)[5]
- David Hay (1983–1987)[5]
- Billy McNeill (1987–1991)[5]
- Liam Brady (1991–1993)[5]
- Lou Macari (1993–1994)[5]
- Tommy Burns (1994–1997)[5]
- Wim Jansen (1997–1998)[5]
- Jozef Vengloš (1998–1999)[5]
- John Barnes (1999–2000)[5]
- Martin O'Neill (2000–2005)[5]
- Gordon Strachan (2005–2009)[5]
- Tony Mowbray (2009–2010)[5]
- Neil Lennon (2010[5]–22. květen 2014[23])
- Ronny Deila (2014–květen 2016[24])
- Brendan Rodgers (od 20. května 2016[24])
- Neil Lennon (2019–24. února 2021)[25]
- John Kennedy (od 24. února 2021 pověřen vedením do konce sezóny)[25]
- Ange Postecoglou (2021–2023)[16]
- Brendan Rodgers (od 2023)